# 愛德華·F·摩爾
愛德華·福雷斯特·摩爾（英語：Edward Forrest Moore，1925年11月23日—2003年6月14日）是一名美國數學家和計算機科學家，摩爾有限狀態機的發明者和人工生命的早期先驅。

## 生平
摩爾於1947年獲得維吉尼亞理工學院暨州立大學化學學士學位，1950年6月獲得布朗大學數學博士學位。1950年至1952年，他任職於伊利諾大學厄巴納-香檳分校，1961年至1962年，他同時擔任麻省理工學院客座教授和哈佛大學客座講師。1952年至1966年，他任職於貝爾實驗室。之後，他於1966年起擔任威斯康辛大學麥迪遜分校教授，直到1985年退休。
他與埃莉諾·康斯坦絲·馬丁（Elinor Constance Martin）結婚，育有三個孩子。

## 研究工作
摩爾是第一個使用現今常用的有限狀態機類型——摩爾有限狀態機的人。他與克勞德·夏農一起完成可計算性理論的開創性工作，並利用可靠性較低的繼電器構建可靠的電路。他晚年也花了大量時間研究四色定理，但毫無結果。
摩爾與約翰·邁希爾一起證明了伊甸園定理，該定理描述具有無前置模式的細胞自動機規則的特徵。他也是細胞自動機摩爾鄰域的命名者，該鄰域被康威生命遊戲使用，他也是第一個發表關於細胞自動機中射擊隊同步問題的論文的人。
在1956年發表於《科學美國人》的一篇文章中，他提出「人造生命植物」的建議，即可以複製自身的漂浮工廠。這些植物可以透過編程來執行某些功能（提取淡水、從海水中採集礦物質），與數量呈指數增長的工廠所帶來的巨大回報相比，投資相對較小。
摩爾也提出一個問題：「哪些正則圖的直徑可以與具有相同度數的正則樹所給出的問題的簡單下界相匹配？」Hoffman & Singleton (1960) 將符合這一界限的圖命名為摩爾圖。

## 出版作品
在貝爾實驗室工作之前和期間，他與克勞德·夏農合著《順序機器的思想實驗》、《機率機器的可計算性》、《開關電路設計的機器輔助》和《使用可靠性較低的繼電器的可靠電路》等書。
在貝爾實驗室，他撰寫《可變長度二進位編碼》、《通過迷宮的最短路徑》、《簡化的通用圖靈機》和《完整的中繼解碼網絡》等書。
- "Machine models of self-reproduction," Proceedings of Symposia in Applied Mathematics, volume 14, pages 17–33. The American Mathematical Society, 1962.
- "Artificial Living Plants," Scientific American, (Oct 1956):118-126 JSTOR 24941788
- "Gedanken-experiments on Sequential Machines," pp 129 – 153, Automata Studies, Annals of Mathematical Studies, no. 34, Princeton University Press, Princeton, N. J., 1956